# Bưu điện

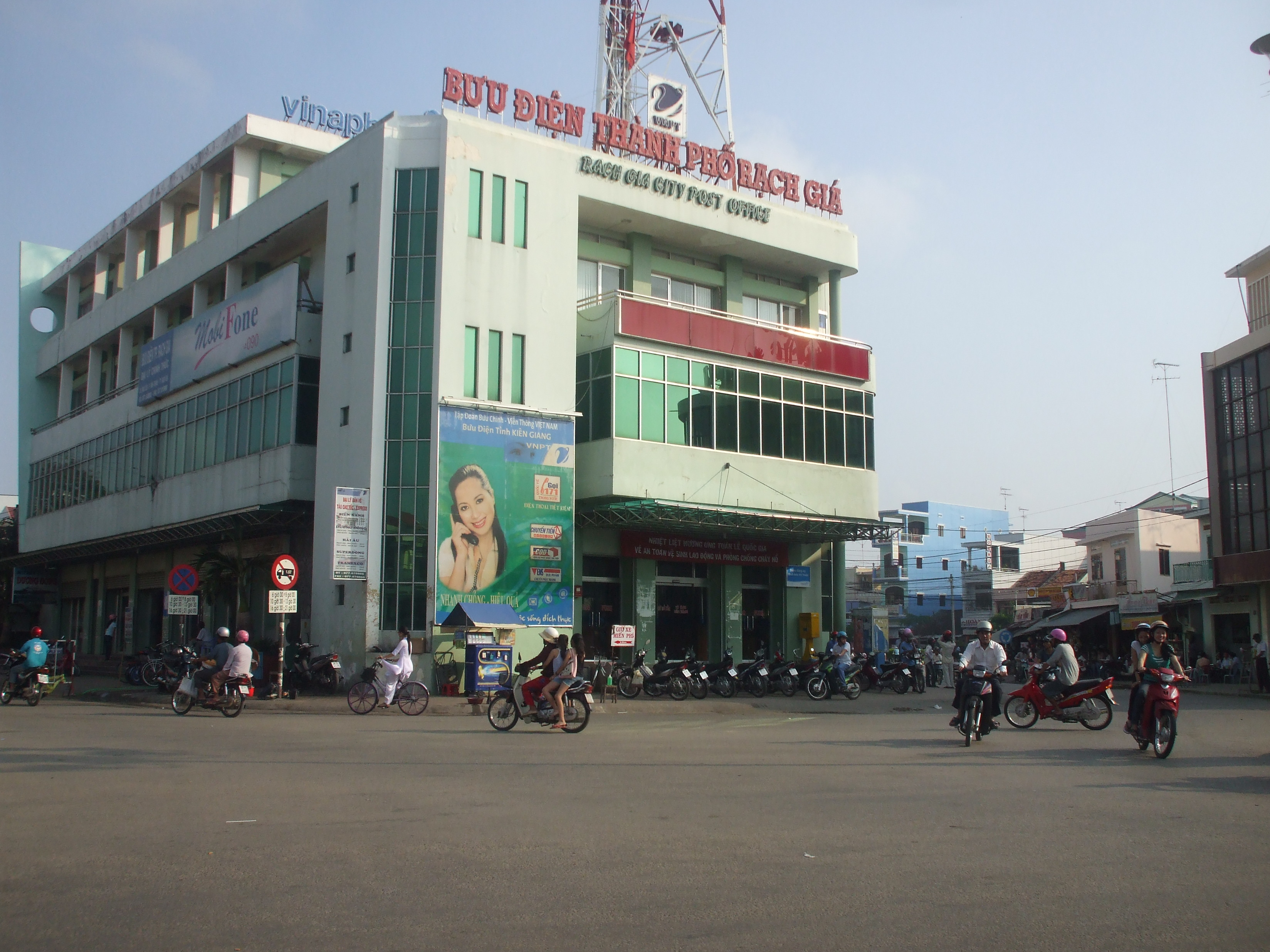
Bưu điện (Việt Nam)

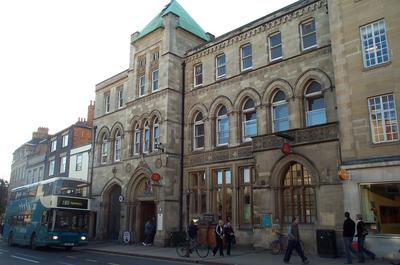
Bưu điện (Anh)

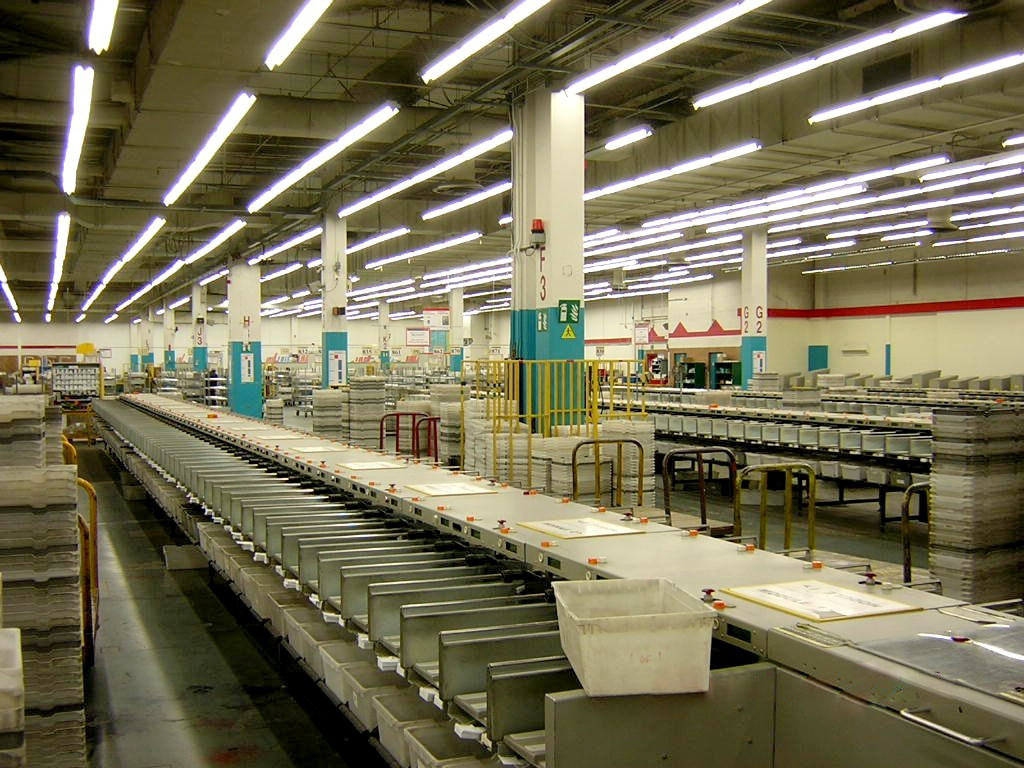
Hệ thống phân loại thư tự động trong bưu điện.

Một bưu điện là một cơ sở được ủy quyền bởi một hệ thống bưu chính cung cấp dịch vụ gửi, tiếp nhận, phân loại, xử lý, truyền tải hoặc cung cấp các thư từ và bưu phẩm.
Bưu điện cũng cung cấp các dịch vụ có liên quan như hộp thư, bưu chính và chuyển phát hàng hóa. Ngoài ra, một số bưu cục cung cấp dịch vụ phi bưu chính như cấp hộ chiếu và các giấy tờ khác của chính phủ, thuê xe mua hàng, chuyển tiền, và các giao dịch và dịch vụ ngân hàng.
Hiện nay, với sự phát triển của Internet đã thay thế một phần đáng kể các chức năng của bưu điện.

## Hình ảnh

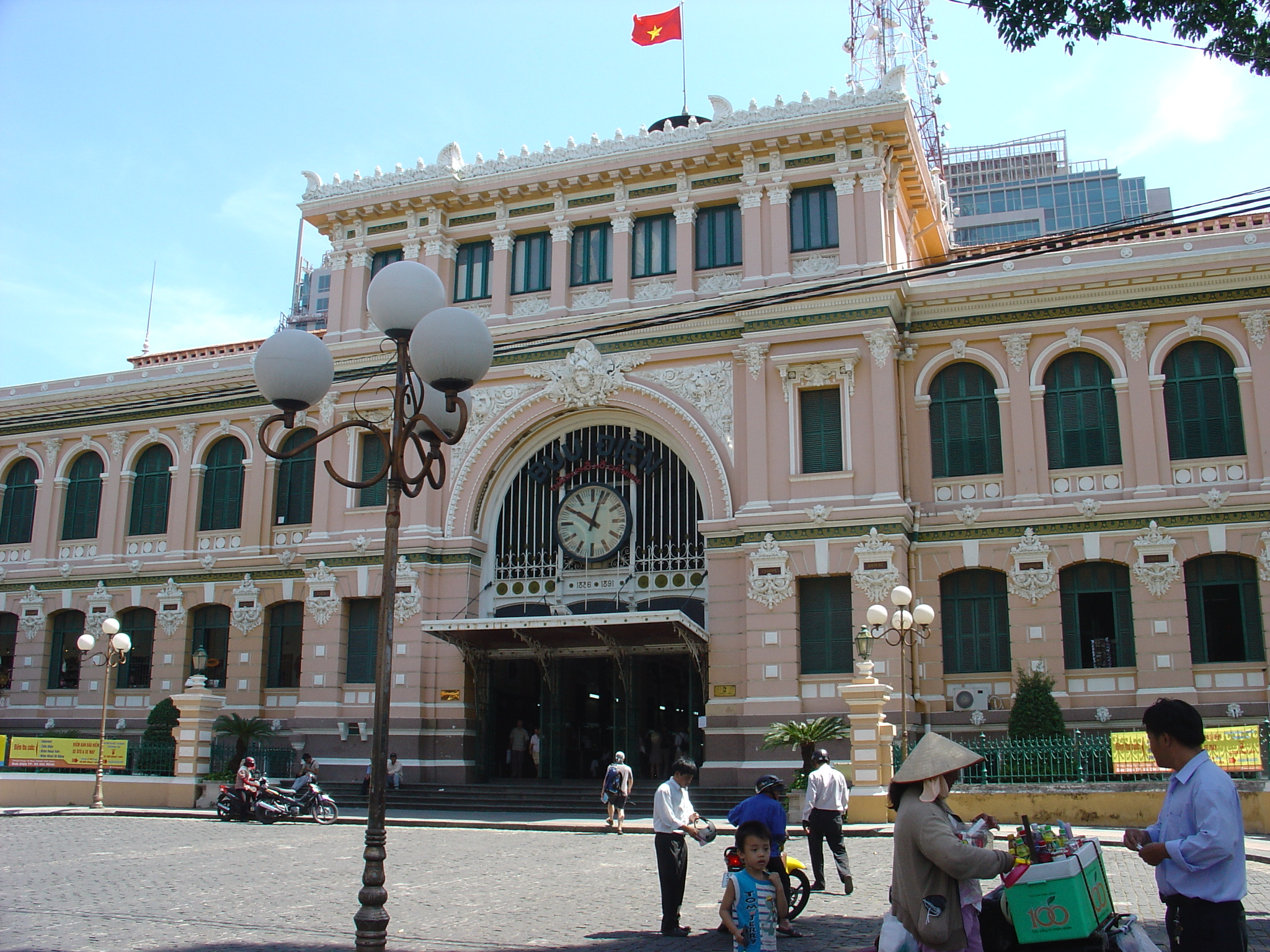
Bưu điện trung tâm Sài Gòn
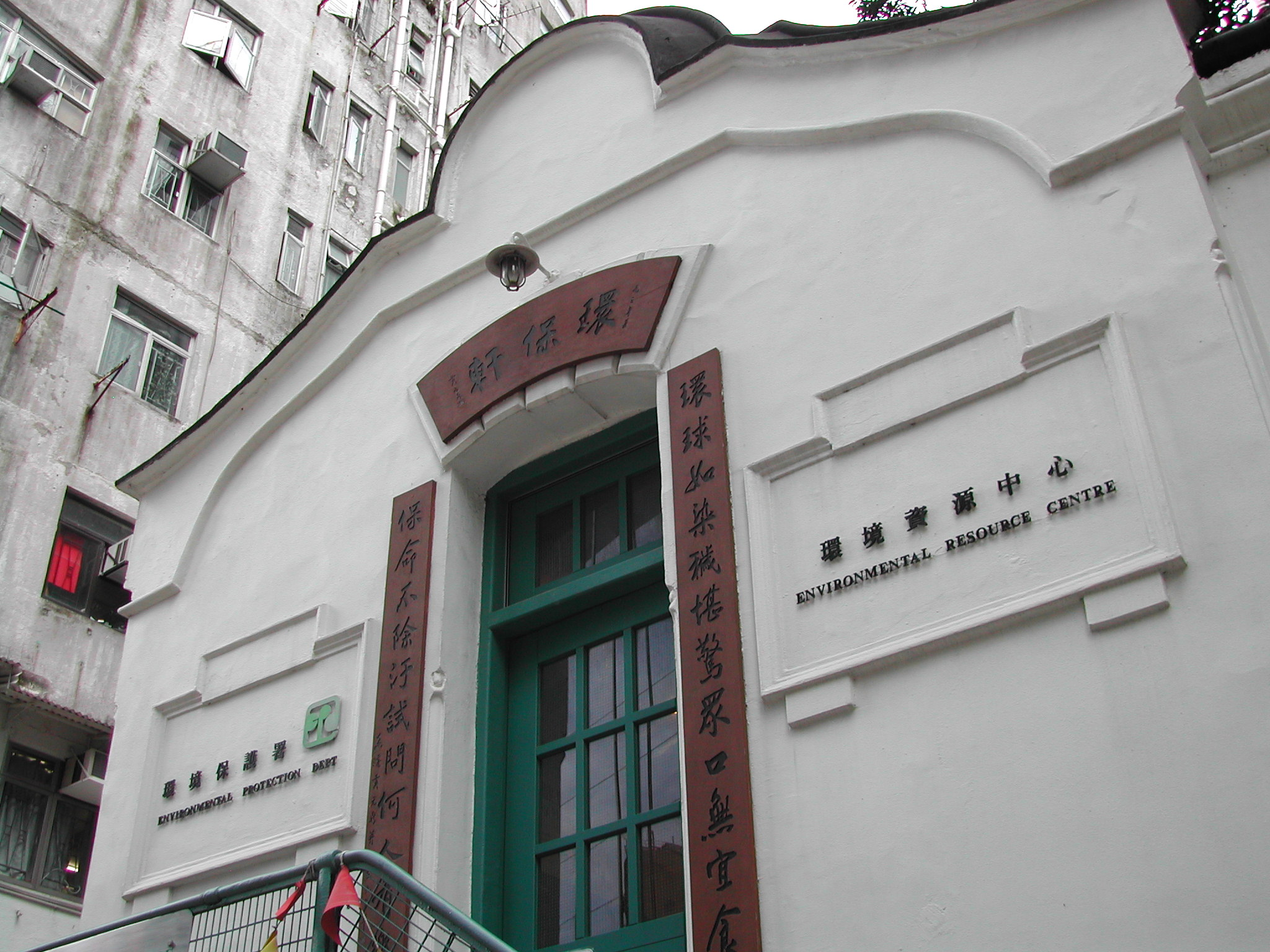
Bưu điện Old Wan Chai, tại Hong Kong
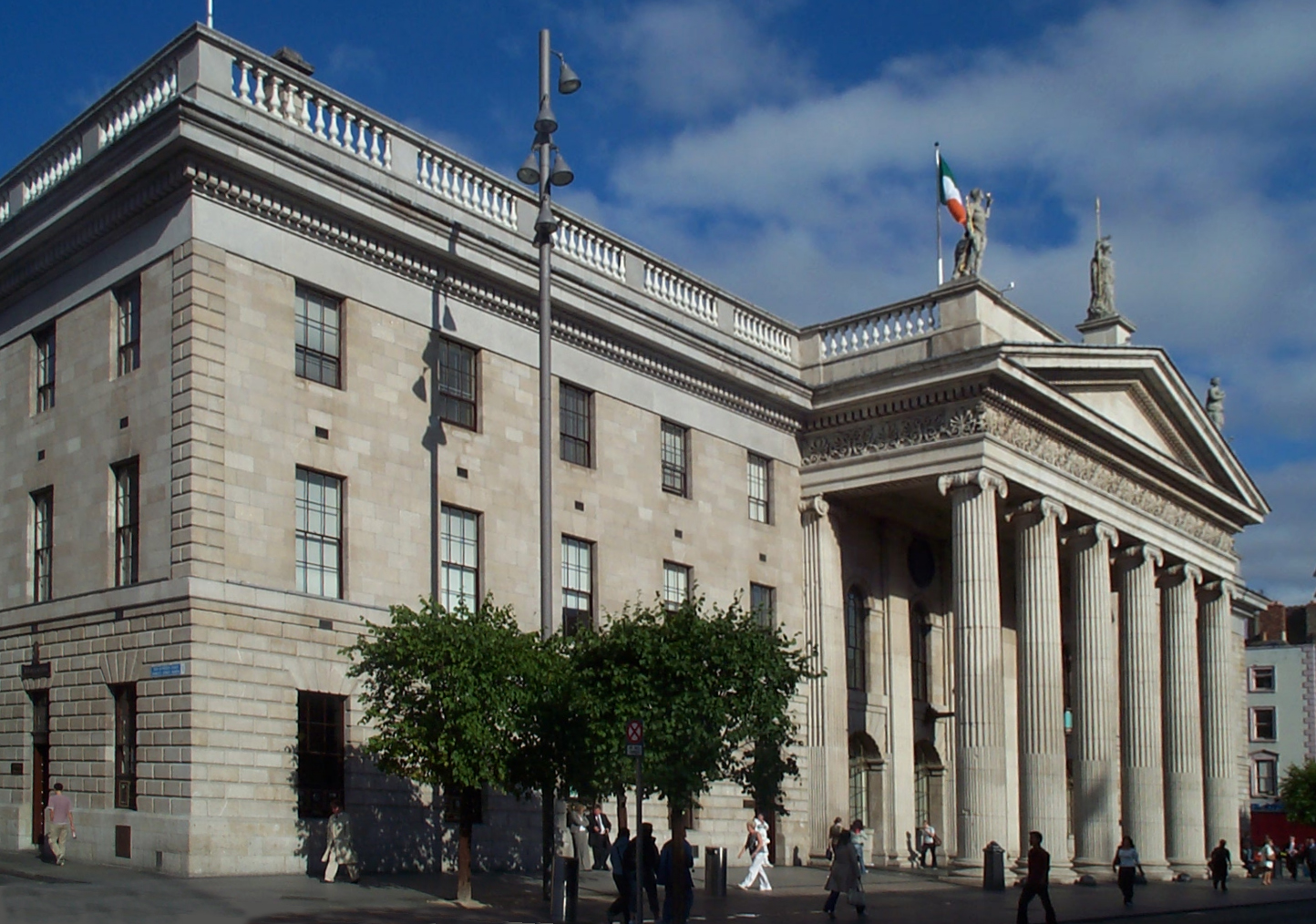
Bưu điện trung tâm, Dublin